# Duitstalige Gemeenschapsverkiezingen 2004/Kandidatenlijst/PJU-PDB
Dit is de kandidatenlijst van het kartel PJU-PDB voor de Duitstalige Gemeenschapsraadverkiezingen van 2004. De verkozenen staan vetgedrukt.

## Effectieven
1. Oliver Paasch
2. Dieter Pankert
3. Nina Reip
4. Elmar Heindrichs
5. Rainer Lentz
6. Gaby Held-Lejeune
7. Alexandra Warny-Lentz
8. Arnold François
9. Bernadette Collubry-Kohnemann
10. Sandra Ossemann
11. Otto Hennen
12. Chantal Dujardin
13. Charlotte Grosjean-Hardy
14. Dorothea Schwall-Peters
15. Martina Bongartz-Palm
16. Franz Melchior
17. Irmgard Krott-Schmitz
18. Renate Klüttgens-Emonds
19. Judith Michaeli
20. Peter Zeyen
21. Bruno Schwall
22. Werner Miessen
23. Maurice Christen
24. Guido Breuer
25. Gerhard Palm